# Gôve
Gôve is een plaats (freguesia) in de Portugese gemeente Baião en telt 2 030 inwoners (2001).